# 京料理

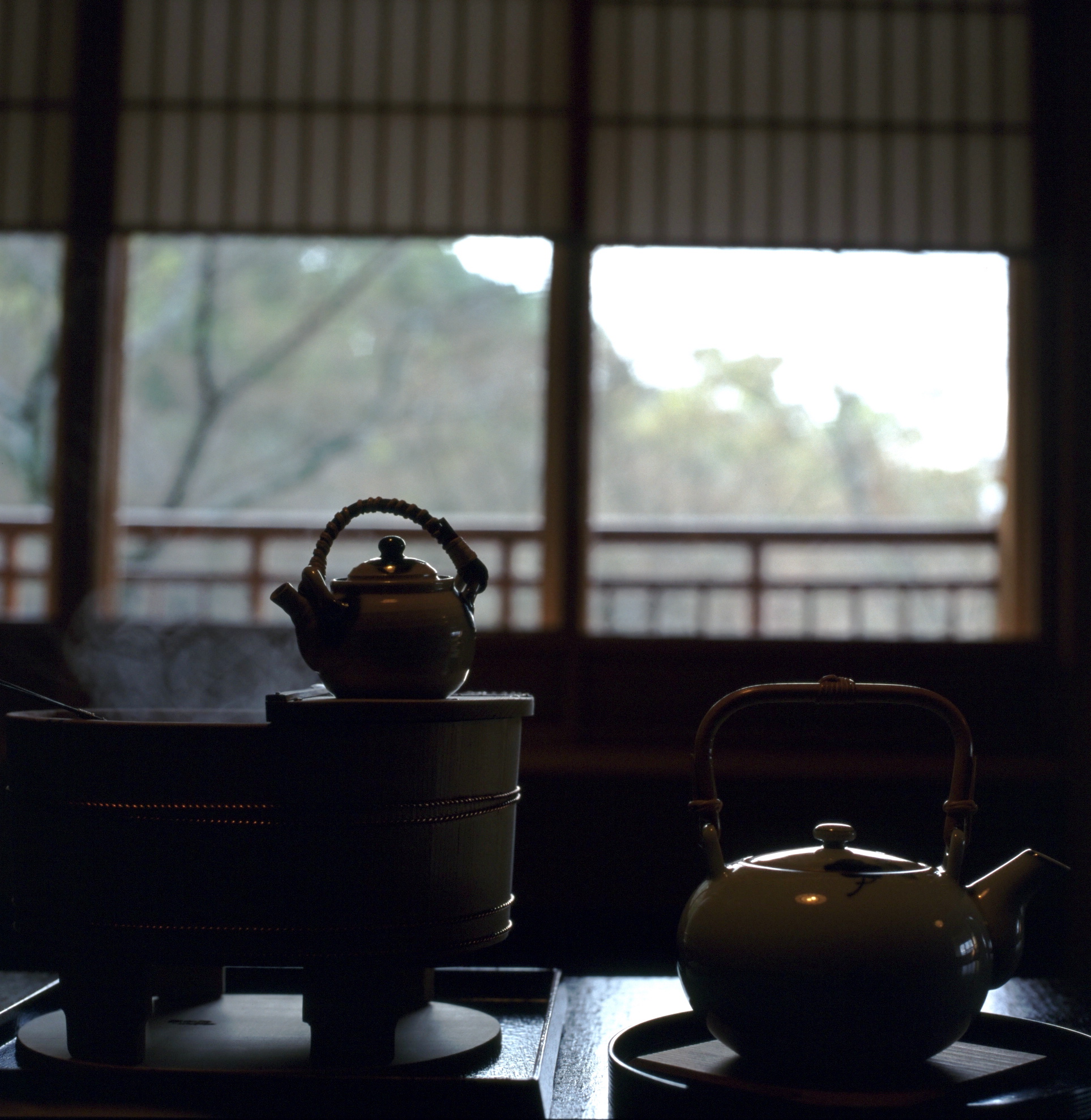
湯豆腐

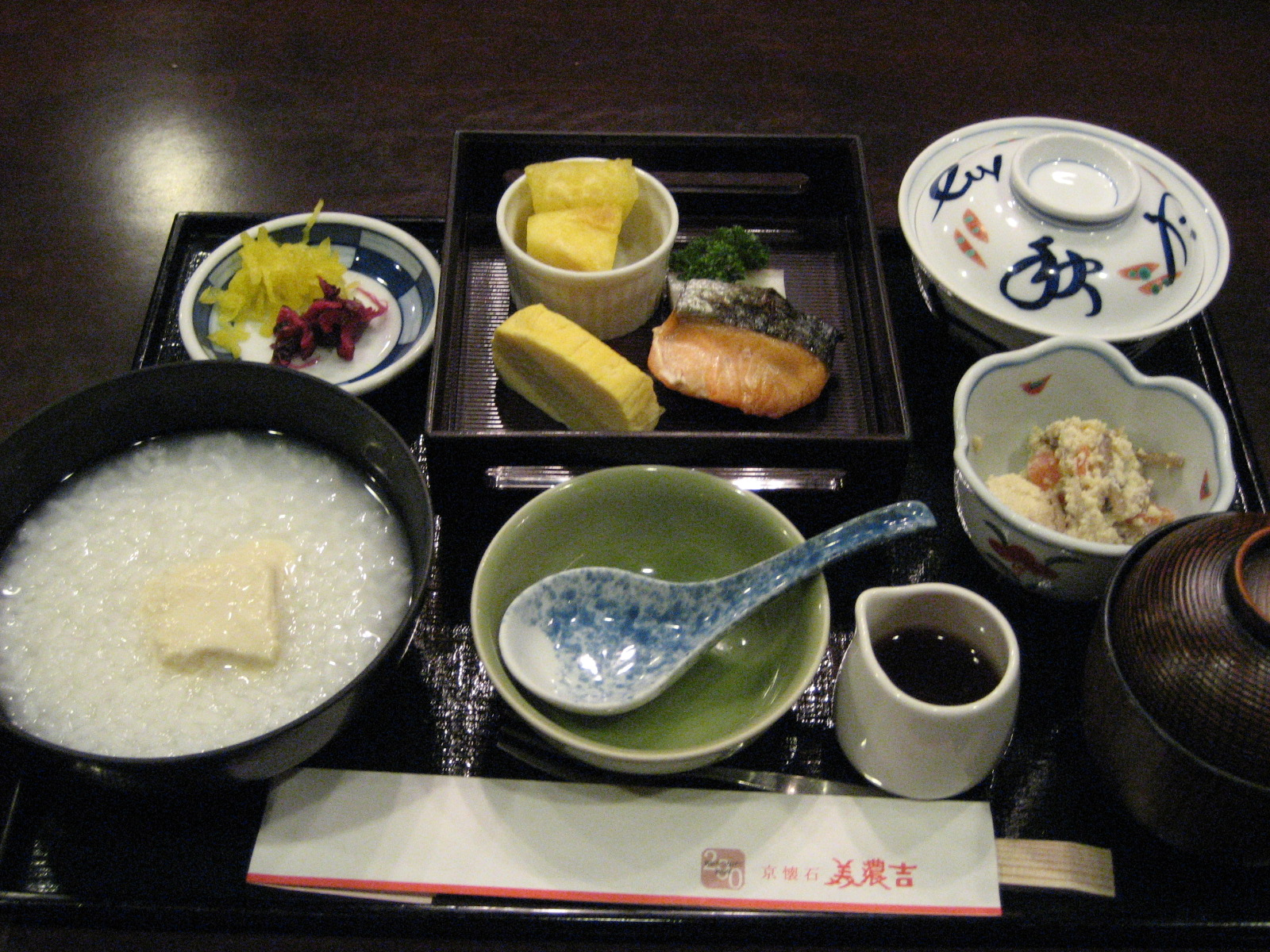
京料理味道偏淡

京料理（日语：／ Kyōryōri），指的是日本京都地區的地方菜，有其獨特清淡的烹調方式，目前已經成為京都市的專門品牌名稱。
京料理是日本人心目中地位最高、最正統的地方料理，其歷史也非常久遠。食材選擇方面講究時令，食材性質偏冷，以豆腐、竹筍及蔬菜為主。與喜歡吃生冷食物的普通日本料理不同，京料理多用熱湯熬煮，端上桌時燙口的情況居多，以此平衡食材原本的冷性。一般來說，京料理的賣相比普通日本料理要精緻許多倍，形式與全日本都有的懷石料理有很多相似之處，喜歡用一個個造型不同的小碗小盒盛菜，一餐普遍會有二十道以上的菜。

## 概要
京料理是一種極其精緻的日本料理，特點是味道清淡，和大部份重鹹重糖的日本料理完全相反。京料理以“豆製品”為主要的食材，輔以各種京野菜和白米飯，食品既使加工，其味道也能充分保留原味。由於京都在日本地理中處於較為內陸的位置，所以缺乏像大阪那樣的豐富海鮮類食材，但可以看到圍繞著簡單的豆類和蔬菜而發展起來的精緻烹飪技術。自古以來，京都市作為整個日本國的首都而在文化上十分繁榮，就算在某些食材層面不如大阪市，也能因為日本的貴族朝廷文化而催生出高檔的料理文化。京料理在現代日本已經成為“和食”概念的中心，外國人所認為的標準和食基本可以等同於京料理。最後，京都在古代時模倣中國的洛陽菜，獨自進化出宴席料理、精進料理、懷石料理。在明治維新時期，京都人又有限的改造了西洋料理，融合出一套屬於京都自己的獨特料理模式。因此，京都料理有時能跨越“和食”的範疇，成為整個“日本料理”的代名詞。

## 定義
“什麼是京料理”至今還沒有一個統一的定論，日本政府或者京都市政府也沒有親自為京料理下一個定義，目前能找到的定義有三：
- 根據京都的懷石料理店“瓢亭”的老闆——高橋英一的說法，京料理的定義是“有職料理、精進料理、懐石料理這三者在美學上的結合[6]”。
- 根據京料理店“梁山泊”的老闆——橋本憲一的說法，京料理的定義是“以懷石料理為基礎，加入了京都特有的食材、調料、風土、氣候之後形成的的料理[7]。”
- 根据国际和食推广者村田吉弘的說法，他認為京料理可分為三種：第一種是京都本地的鄉土料理，京都的日語方言將這種鄉土菜稱為“おかず（OKAZU）”；第二種是昭和時代匯集了大日本帝國全殖民地美食的昭和料理，例如鴨肉切片等，屬於專門給天皇吃那種料理；第三種是二戰以後，日本模倣了法國菜的營銷方式而宣傳出來的日本料理，特點是造型美觀且用餐模式甚為高級[8]。

## 京料理的詞源
把“京都的地方料理”稱作“京料理”並不是自古就存在的，是在明治時代的後期才有這種叫法的。因為那時候日本已經過了盲目模倣西洋列強的時期，轉而挖掘日本文化本身的美好，而這類傳統復興運動是從日本的關西地區開始的。當時的京料理和大阪料理是一起復興的，合稱“上方料理”，以便和過度西洋化的東京-關東地區做出區分。由於京料理在此時還沒從整個關西料理中獨立出來，所以很少有人強調原汁原味的京都料理。
最早發現“京料理”三個字的文獻是在1917年（大正6年），料理人所著的一本書中出現的。為了發揚自己的文化，京都的料理人們一同成立了“調理研究好友会”，這個會每年會發行一本年刊，叫《京料理の栞》，京料理之名就是從這裡發光廣大的。京都的料理人們在1886年（明治19年）就舉辦了廚藝比賽，1917年後正式改名為“京料理大賽”，截至2005年（平成17年）為止已經舉辦了100屆。

## 特徵
日本俳句詩人大田南畝在他寫的書《一話一言》中有這麼一首無名的狂歌，是專門描述京料理的：
「水、水菜、女人、染物、縫衣服的針、御寺、豆腐煮、鰻鱧、松茸。」
這句話並不是大田南畝的原創，而是引自二世市川團十郎於1742年所著的《葵之田野志味所》中的文章，並縮短成俳句的模式。在《一話一言》這本書中，京都的料理比大阪料理、江戶料理的要多得多，可見在日本古代，京都就已經被認為是“和食之首”。此外，不是專門描寫京料理，而是間接描寫的文獻也很多，例如讚揚流經鴨川的水，以及用該水煮出來的豆腐和水菜的文章，就能在曲亭馬琴寫的《羈旅漫録》和《堀川之水》、北大路魯山人寫的《魯山人藝術論集》中找到。日本NHK在電視台的節目中這樣介紹京料理：“京都在很長一段時間都是天皇的皇居，但四週有太多大山包圍，無法獲取日本最引以為傲的海鮮。加上日本篤信佛教，不能吃肉，在這種情況下，京都的廚師們只能拼命磨練料理的技術，並強化擺盤能力，這樣才能配得上貴族和皇室對味覺的高要求。”從此，京料理比起單純地吃，更多的像是一種擺盤的藝術，以纖細清淡之美來俘獲食客的注意。
與日本其它地區的鄉土料理相比，京料理明顯更加俱備美感，在吃之前先用視覺刺激食慾，為了擺盤而準備的步驟比烹飪的步驟還多。此外，京都人認為外觀的美麗和味道的美味是一回事，“不美的食物沒有吃的必要”。京料理這種過度強調外觀的傾向，也深深影響了其它種類的高級日本料理，成為全日本的共識。

### 腳註
1. 1 2  熊倉p.179
2. ↑  門上p.9
3. ↑  熊倉p.152
4. ↑  小西
5. ↑  門上p.10
6. ↑  門上p.12
7. ↑  門上p.14
8. 1 2 3  青山忠靖 原田保（編）「京風料理のスタイルデザイン」『食文化のスタイルデザイン』<地域デザイン学会叢書> 大学教育出版 2015 ISBN 9784864293389 pp.230-247.
9. ↑  熊倉p.174
10. ↑  門上p.18
11. ↑  熊倉p.187

### 書籍
- 熊倉功夫. . 吉川弘文館. 2007. ISBN 978-4-642-05645-8.（日語）
- 原田信男. . 小学館. 2005. ISBN 4-09-387609-6.（日語）
- 門上武司. . 廣済堂出版. 2001. ISBN 4-331-50759-9.（日語）

### 外部鏈接
- 小西重義. .   [2009年8月13日]. （原始内容存档于2023年3月15日） （日语）.
- 京都をつなぐ無形文化遺産「京の食文化」 （页面存档备份，存于）

## 關聯條目
- 日本料理
  - 大響料理
  - 精進料理
  - 本膳料理
  - 懷石料理
- 京料理的特色
  - 仕出
  - 御萬歲
  - 京菓子
  - 京野菜
  - 京漬物
  - 庖丁式
- 京都拉麵